# Susan Kare
Susan Kare (Ithaca, 5 febbraio 1954) è una designer statunitense.
Ha realizzato molti degli elementi dell'interfaccia grafica del primo Macintosh negli anni 1980.
Si è diplomata alla Harriton High School nel 1971 e consegue un ulteriore titolo (bachelor) al Mount Holyoke College. Nel 1978, si laurea all’Istitute of Fine Arts alla New York University in scultura e inizia la sua carriera come curatrice al Fine Arts Museums di San Francisco.

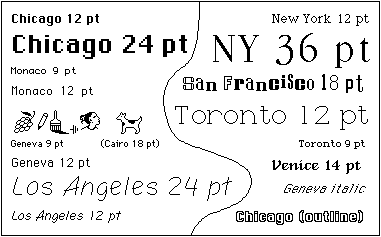
Una illustrazione dei font dell'Apple Macintosh originale. Disegnati da Susan Kare.

Dal 1983 inizia a lavorare per la Apple chiamata dall'amico Andy Hertzfeld.
Ha disegnato molti dei font, delle icone e degli elementi grafici del primo macOS. La sua capacità grafica si apprezza dalle icone, che pur con pochi colori e una bassa definizione rendono molto bene l'idea di ciò che hanno lo scopo di rappresentare.
È una pioniera della pixel art e i suoi lavori più famosi nel mondo Apple sono il font Chicago (utilizzato nell'interfaccia dell'Apple iPod), il font Geneva, Clarus il Dogcow, il Mac felice (il computer sorridente che ha accolto gli utenti durante l'accensione per 18 anni, fino alla versione 10.2 dove è stato sostituito dal logo dell'Apple) e il simbolo del tasto Comando sulla tastiera Apple (conosciuto anche come tasto Apple).
Dopo aver abbandonato Apple nel 1985 è stata una dei primi dieci impiegati della NeXT e dal 1988 ha lavorato come direttrice creativa indipendente riscuotendo un notevole successo. Ha disegnato parte dell'interfaccia grafica di Windows 3.1 (tra cui le carte del celeberrimo Solitario), di OS/2 e di Nautilus, un programma di file manager integrato nel progetto GNOME ma di proprietà di una ditta esterna.
Il negozio all'interno del MOMA di New York vende borse e taccuini progettati seguendo i suoi disegni.
Dal 7 febbraio 2007 ha prodotto le icone per i "regali" virtuali presenti su Facebook.
Inizialmente i profitti ricavati dalle vendite venivano destinati alla fondazione Susan G. Komen for the Cure per combattere il cancro al seno. Dopo la giornata di San Valentino, i regalini sono stati modificati includendo nuovi e limitati doni non inerenti alla festa dell'amore.

## Icone
Le prime icone disegnate da Susan Kare erano state realizzate per la Xerox Corporation, con il primo Macintosh del 1984. All'interno di questo computer le interfacce assunsero un ruolo principale e il set di icone favoriva la buona riuscita dell'estetica generale. Quelle di Kare, erano icone rese socievoli e accessibili per la massa e determinanti per l’usabilità e il coinvolgimento delle persone. In quest'occasione, ha imparato come disegnare al computer secondo un sistema bitmap, ovvero un processo che consente di «accendere» o «spegnere» una serie di punti dello schermo, nello specifico i pixel, per creare un’immagine. 
I suoi risultati portarono alla realizzazione di elementi che diventarono parte della vita quotidiana degli utenti Macintosh, con degli standard comuni: il cestino della spazzatura per eliminare i file o il floppy disk per salvarli.